# Hohenwerfen
Hohenwerfen je středověký hrad tyčící se nad rakouským městem Werfen, asi 40 kilometrů od Salcburku. Byl postaven salcburským arcibiskupstvím mezi lety 1075 a 1078. Byl strategickým bodem postaveným v době boje o investituru. Měl být oporou římského protikrále Rudolfa Švábského proti římskému králi Jindřichovi IV.

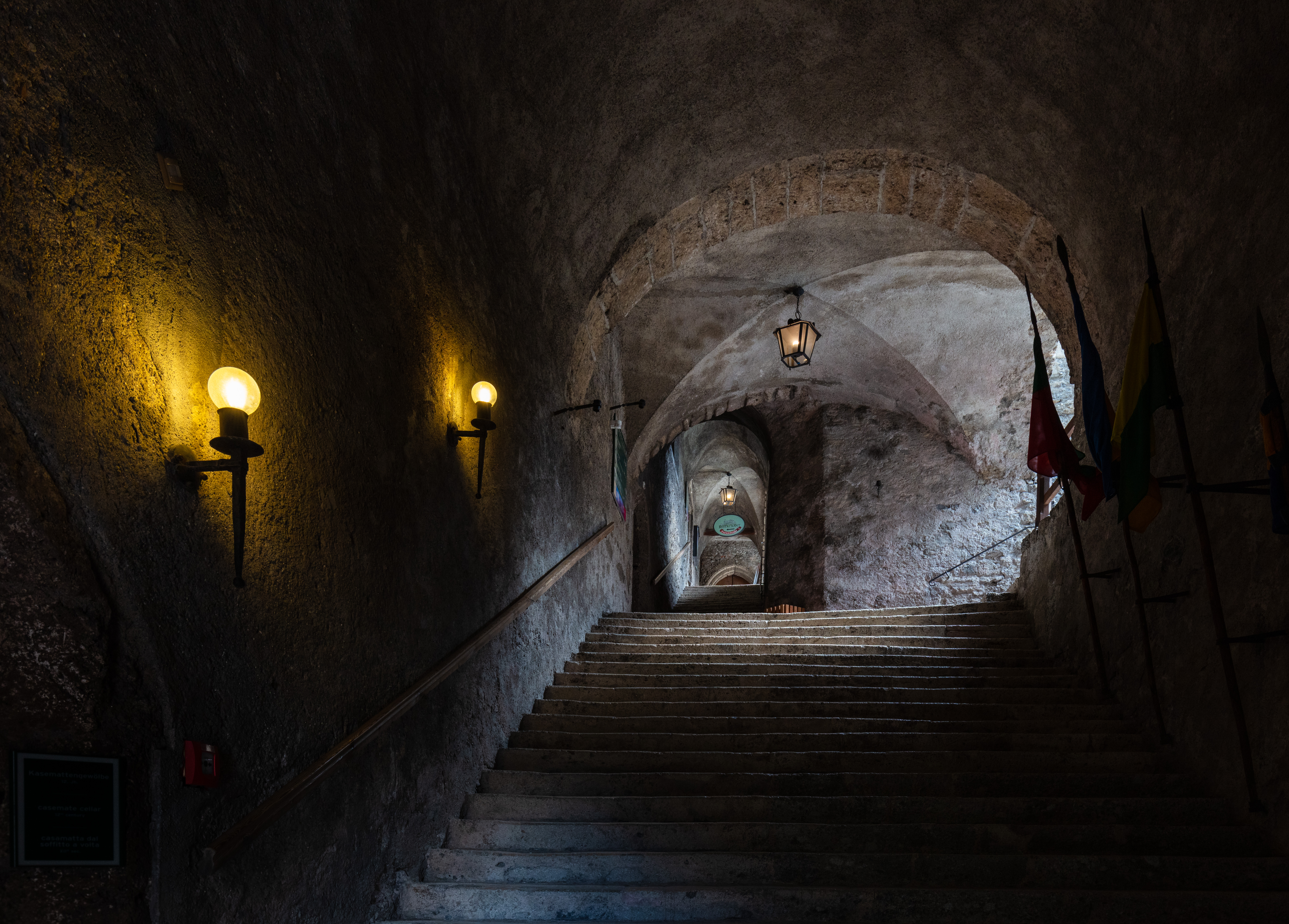
Interiér hradu

Protože Rudolfa podporoval papež Řehoř VII., nechal salcburský biskup Gebhard vystavět tři pevnosti, z nichž jednou byl Hohenwerfen (druhou ještě o něco slavnější pevnost Hohensalzburg). V následujících dvou staletích sloužil jako vojenská opora a lovecké sídlo salcburských kníže-biskupů. Od počátku sloužil také jako vězení, dosti obávané. V 16. století hrad zapálili rebelové během německé selské války. Od roku 1898 patřil rakouskému arcivévodovi Evženu Rakousko-Těšínskému. Roku 1931 znovu vyhořel, byl ale brzy obnoven. V roce 1938 byl prodán salcburské regionální správě, následně sloužil jako výukové středisko NSDAP, v letech 1945–1987 pak rakouskému četnictvu jako výcvikový tábor. Poté v něm bylo zřízeno muzeum, které je zde dosud. Kromě historických zbraní se zde návštěvníci mohou poučit o dějinách sokolnictví, na hradě jsou též chováni a předváděni draví ptáci. Hrad se několikrát objevil ve filmu, například v americkém válečném snímku Kam orli nelétají z roku 1968.
Těsně pod hradem prochází dálnice A10 (Tauern Autobahn).